# Рогов Максим Дмитрович
Максим Дмитрович Рогов (рос. Максим Дмитриевич Рогов; 29 березня 1990, м. Череповець, СРСР) — російський хокеїст, захисник. Виступає за «Єрмак» (Ангарськ) у Вищій хокейній лізі. 
Вихованець хокейної школи «Сєвєрсталь» (Череповець). Виступав за ХК «Липецьк», «Алмаз» (Череповець), «Чайка» (Нижній Новгород), «Ангарський Єрмак».